# 中华全国学生联合会
中华全国学生联合会（英語：All-China Students' Federation，英文缩写为ACSF），简称全国学联，是中国共产党领导下的中国高等学校学生会、研究生会和中等学校学生会的联合组织，是中华全国青年联合会的会员组织。全国学联按照民主集中制的组织原则，在中国共产党的领导和中国共产主义青年团的指导下开展工作。

## 历史
在五四运动之后，全国各地的学校纷纷建立了许多学生组织，在此基础上，第一次全国学生代表大会于1919年6月16日至8月5日在上海举行，来自全国各地和留日的60多名学生代表出席了会议。会议通过了《中华民国学生联合总会章程》，确定“以联络感情、昌明学术、促进社会、辅卫国家为宗旨”，讨论了抵制日货、提倡国货的办法，组织了全国学生拒签和约的斗争，出版了《全国学生联合会日刊》，决定由京、津、沪等7处学联各派一人组成全国学联第一届理事会，会址设在上海。这次会议宣告了中华民国学生联合总会的正式成立。
随后于1920年5月、1921年8月、1923年3月、1923年8月、1924年8月、1925年6月、1926年7月、1927年7月、1928年2月、1936年5月、1938年3月、1947年6月分别在上海、广州、武汉、南京等地分别召开了十二次全国学生代表大会（1949年被全国学联列为全国学联第二次至第十三次全国代表大会）。
1935年12月，平津学联决定发起组织全国学生救国联合会，随后派出北大学生刘江陵和中国大学学生董毓华前往上海筹建，北大学生唐守愚在济南任教，也被邀共赴上海参加筹备工作。在中共江苏省工委王翰、胡乔木的帮助下并得到上海各界救国人士的支持，筹备工作进展顺利。成立了“全国学生救联筹委会”。1936年3月，北平学联又派清华大学学生陆璀(女)到上海参加筹备工作，北平、天津、上海、杭州四市代表以游西湖为名召开会议，讨论了当时的形势、任务和召开成立大会问题，通过了筹备会宣言，宣告全国学联筹备会成立，并决定出版相关刊物《学生呼声》，宣传全国学联抗日救国主张，由陆璀、唐守愚负责编辑。在中共北方局和中共上海临时工作委员会的领导下，1936年5月29日至30日，在全国各界救国联合会召开全国代表大会前夕，在上海基督教青年会全国协会的会议室开会（后追认中华全国学生第十一次代表大会），“到会代表28人，代表了广西全省和以下十七城市：南京、上海、北平、天津、杭州、温州、厦门、广州、济南、徐州、保定、青岛、巢县、武汉、香港、宁波、宜兴（苏州、无锡和南通代表已决定参加，当时因事未到）。……各地代表报告本地学运，从这里面我们看到了各地同学英勇地抗争，看到了汉奸无耻的压迫，也看到了运动进展途上一切的障碍。除了少数特殊的情形（如广西）外我们所遭逢到的摧残压迫，大致相似。”上海各救亡团体的代表也列席参加。大会响应中国共产党的号召，提出“停止内战，一致抗日”的口号，要求发动全面抗战。决定决定把中华全国学生联合会改名为中国学生救国联合会，并讨论通过了联合会的《纲领》、《宣言》、《简章》及“派员赴各地对尚未成立学联的地方组织学联”和“加入世界学联”等项提案。大会选举了北平等11个地区的代表为本届学联执行委员会委员，其中北平、天津、上海、广西、武汉5个地区学联代表为常委。选举北平学联代表刘导生为学联主席(当时称总务)，吴祖贻为组织部长、宣传部长陆璀、唐守愚为副部长。唐守愚负责全国学联党团工作。全国学联的通讯处借用沈钧儒先生在上海租界里的律师事务所。这次大会有力地推动了全国学生抗日救亡运动的发展，为迎接抗日战争的全面到来作了思想上的准备。1936年7月15日世界学生保障和平自由文化联合会(简称世界学联)致信：“你们的斗争即是我们的斗争，你们的目的就是我们的目的”“我们保证世界学联对于中国学生的不断的援助，直到中国学生达到目的为止。”1936年8月31日至9月6日，第一次世界青年保卫和平大会（第一次世界青年大会）在日内瓦召开。它以“国际联盟之友社世界协会”的名义，由世界学联发起并主持召开，成为一个包括不同国家、不同民族、不同阶层、不同政治和宗教信仰的青年在一起讨论青年自身问题和保卫和平的世界性大集会。中国学生救国联合会收到世界学联的邀请后，派宣传部长陆璀前往赴会。陆璀与陶行知、王海镜、陈天柱等旅欧中国学生代表约20人组成中国代表团，参加了第一次世界青年大会。9月1日陆璀代表中国青年在大会上发言，介绍了中国青年学生为民族解放所做的努力，呼吁世界学联对中国给予最大的支持。陆璀说：“为了解放我们的中华民族，为了不能忍受 祖国被宰割，我们面对敌人的刀锯鼎镬，站起来了”“今天的中国，关于青年的一切，都集中在一个基本问题——抗日救国方面。”
1949年3月1日至6日，全国学联第十四次代表大会在北平召开，决定成立全国学生的统一领导机构即中华全国学生联合会，并通过了《中华全国学生联合会章程》。选举刘希圣、周寿昌等36人为全国学联执行委员会。
全国学联分别于1951年7月、1955年8月、1960年2月、1965年1月、1979年5月、1983年8月在北京举行了全国学联第十五次至第二十次全国代表大会。自1990年起，全国学联全国代表大会每5年举行一次，最近的一次为2015年7月举行的全国学联第二十六次全国代表大会。
2017年3月，经党中央书记处批准，团中央、教育部和全国学联联合印发了《学联学生会组织改革方案》，明确了学联学生会组织改革的指导思想、基本原则、主要目标和改革举措，从改革学联组织、改革学校学生会组织和强化工作支持保障等3个方面提出了14项改革举措。

## 组织机构
全国学联实行团体会员制，国民教育体系中的全日制普通高等学校和中等学校的学生会、高等学校和科研教育机构的研究生会、国外中国留学生团体，承认全国学联章程，均为全国学联会员。省、自治区、直辖市学生联合会是全国学联在该省、自治区、直辖市的会员团体的地方联合组织。
全国学联代表大会是全国学联的最高权力机关，每五年举行一次。全国学联委员会是全国学联在全国学联代表大会闭会期间的最高权力机关。
全国学联主席团是全国学联委员会的常设机关。全国学联主席团由当选为全国学联主席和主席团成员的会员团体派出的代表组成。主席团全体会议每年至少举行一次，由主席召集。现任全国学联主席团主席团体为北京大学学生会，主席为北京大学学生会执委会主席李文铎。
全国学联秘书处是全国学联的日常工作机构，由秘书长（秘书长多由团中央学校部部长兼任）、副秘书长组成，向全国学联主席团负责并报告工作。全国学联二十六大决定聘请时任团中央学校部部长杜汇良为全国学联秘书长。

## 全国学联历任负责人

### 全国学联历任主席
- 田德民（1951年7月－1955年8月，中国人民大学，全国学联十五大选举，曾任中国科学院高能物理研究所党委书记）
- 胡启立（1955年8月－1965年1月，北京大学团委书记，全国学联十六大、十七大选举，曾任中共中央政治局委员、中共中央书记处书记、全国政协副主席）
- 伍绍祖（1965年1月－1972年，1979年5月－1981年8月，清华大学学生会秘书长、副主席，全国学联十八大、十九大选举，曾任国防科工委政委、中国奥委会主席、国家体育总局局长）
- 林炎志（1981年8月－1983年8月，清华大学团委书记，曾任吉林省政协副主席）
- 刘能元（1983年8月－1990年8月，北京大学学生会主席，全国学联二十大选举，曾任上海期货交易所总经理[13]）
- 杨岳（1990年8月－1995年7月，清华大学学生会主席，全国学联二十一大选举，现任江苏省政协副主席）
- 张菁（女）（1995年7月－2000年7月，北京大学学生会主席，全国学联二十二大选举）
- 申跃（女，满族）（2000年7月[14]－2005年7月，清华大学学生会主席，全国学联二十三大选举，曾任三峡财务有限责任公司党委书记、董事长[15]，现任三峡集团副总经济师兼北京分公司总经理、党委书记）
- 刘凯（2005年7月[16]－2010年7月，北京大学学生会主席，全国学联二十四大选举，现任嘉峪关市委副书记、市长[17]）
- 齐兴达（2010年7月[18]－2015年7月，清华大学学生会主席，全国学联二十五大选举，曾任清华大学党办校办副主任）
- 王圣博（2015年7月[10]－2020年8月，北京大学学生会主席，全国学联二十六大选举，现任江西省吉安市吉安县永和镇党委书记）
- 钱菱潇（2020年8月[19]－2023年4月，清华大学学生会主席，全国学联二十七大选举，现任清华大学团委宣传部部长）
- 徐辉（2023年4月[20]－2025年7月，清华大学学生会主席，全国学联第二十七届委员会第二次全体会议选举）
- 李文铎（2025年7月－，北京大学学生会执委会主席，全国学联二十八大选举）[11]

### 全国学联历任秘书长
- 邓勇（1997年11月－2000年9月，全国学联二十三大决定聘用，曾任中国科学院副秘书长[21]、中国科学院大学党委书记兼常务副校长）
- 卢雍政[22]（2005年1月[23]－2005年11月，全国学联二十四大决定聘用，现任贵州省委常委、宣传部部长）
- 李小豹[18]（2008年6月[24]－2010年10月，全国学联二十五大决定聘用，曾任江西省文化和旅游厅厅长）
- 杜汇良（2015年7月[12]－？，全国学联二十六大决定聘用，曾任鄂尔多斯市委副书记、市长[25]，现任内蒙古自治区党委教育工委书记、教育厅党组书记、厅长）
- 齐虎（2020年8月－2025年，全国学联二十七大决定聘用，曾任中国共产主义青年团中央委员会基层建设部部长，现任中国光华科技基金会理事长）